# Асканыш
Асканы́ш (баш. Асҡаныш) — деревня в Иглинском районе Башкортостана. Входит в состав Ивано-Казанского сельсовета.

## Название
В ранних источниках упоминается как Вознесенское. На карте Уфимской губернии 1912 года отмечен как Вознесенский и Асканыш. Встречаются также названия Кувыково и Еканыш.
Название происходит от одноименного гидронима — озера, обозначенного на Плане генерального межевания Уфимского уезда Оренбургской губернии 1820 года как Сакакуыш, которое является письменной формой на русском языке устной адаптацией башкирского названия места — өс ҡыуыш, что в переводе означает «три шалаша».

## География

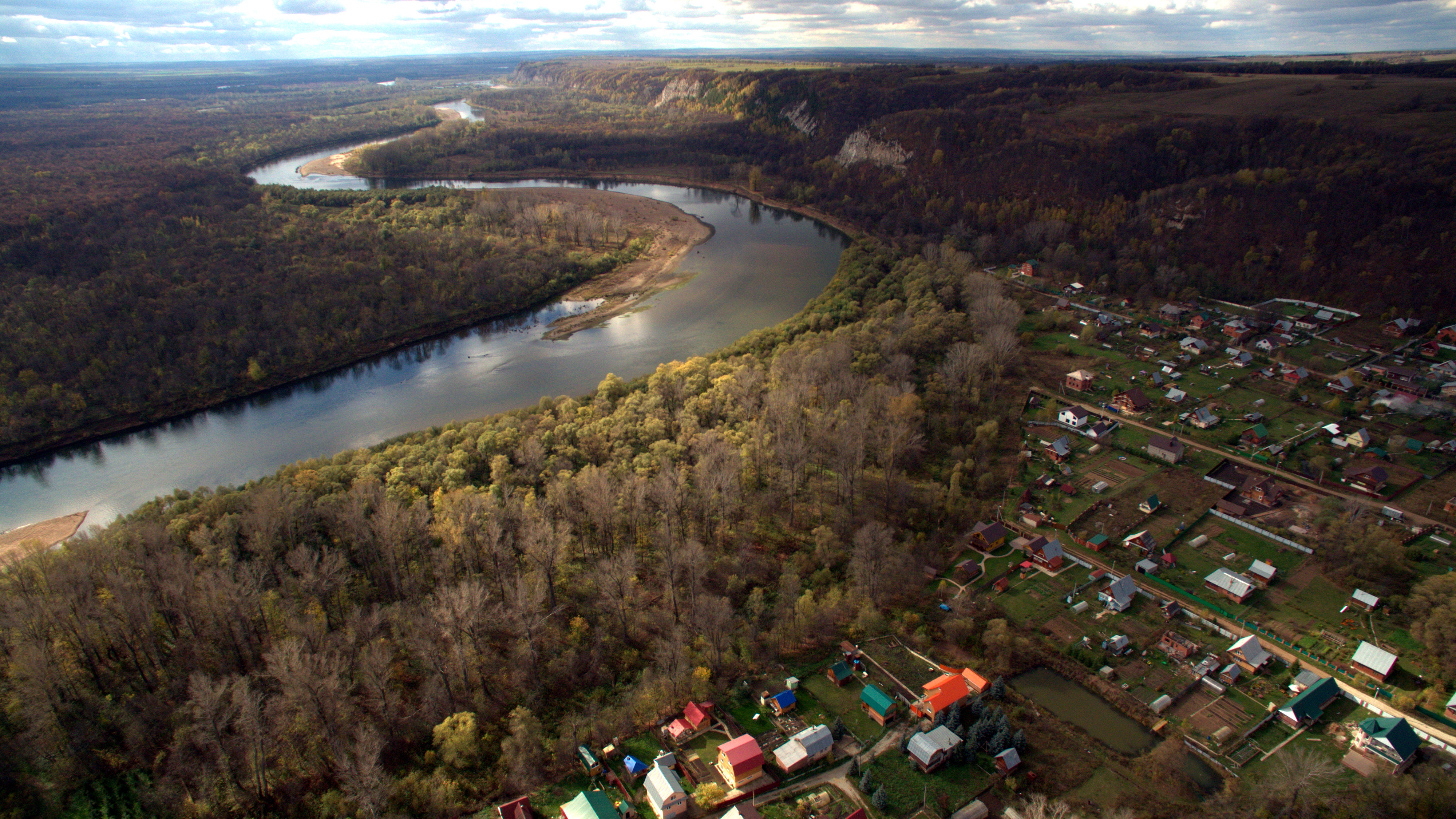
Река Сим и Охлебининская гипсовая пещера

Находится в южной части Иглинского района, вблизи административной границы с Архангельским и Кармаскалинским районом. Расположена в низменности, на высоте 100 метров над уровнем моря, на правом берегу реки Сим в 6 км от её устья, при впадении в неё реки Инзер.
Деревня протянулась на пойменной террасе примерно на 2,4 км с северо-востока на юго-запад с одной стороны под высоким склоном речной долины, покрытым смешанным лесом, с другой вдоль озера Асканыш и Андреева озера являющихся старицами реки Сим.
Озеро Асканыш имеет форму подковы уходящей обоими концами на северо-восток к руслу реки Сим, а Андреево озеро расположено чуть южнее внешней дуги озера Асканыш и проходит параллельно ему на расстоянии около 150 м. Весной во время половодья озёра затапливаются, а после мелеют, заболачиваются и в некоторых местах пересыхают. В южной части деревни между двумя озёрами и рекой Сим компактно расположены коллективные сады «Уральские зори». Незанятое деревней пространство между озёрами и рекой Сим покрыто густым лиственным лесом и заливными лугами.

## Географическое положение
Расстояние до:
- районного центра (Иглино): 45 км,
- центра сельсовета (Ивано-Казанка): 15 км,
- ближайшей ж/д станции (Иглино): 45 км.

## История
Основана в 1892 или 1895 как починок Асканыш при озере Асканыш, в Нагаевской волости Уфимского уезда.
С 1920-х — современный статус. В 1930-е учтена в составе Родниковского сельсовета.
С дореволюционных времён до 1960-х годов действовала начальная школа.

## Население
| 2002 | 2009 | 2010 |
| ---- | ---- | ---- |
| 1    | ↗29  | ↗46  |

В 1895 деревня имела 19 дворов и 222 жителя. В 1906 имела 25 дворов, в которых учтено 130 мужчин и 137 женщин. По переписи в 1920, деревня состояла из 68 дворов и 355 жителей.

## Транспорт
Деревня доступна автотранспортом.